# Platypthima goliathina
Platypthima goliathina är en fjärilsart som beskrevs av Jordan 1924. Platypthima goliathina ingår i släktet Platypthima och familjen praktfjärilar. Inga underarter finns listade i Catalogue of Life.